# Levesville-la-Chenard
Levesville-la-Chenard ist eine französische Gemeinde mit 235 Einwohnern (Stand: 1. Januar 2022) im Département Eure-et-Loir in der Region Centre-Val de Loire. Sie gehört zum Arrondissement Chartres und ist Mitglied im Gemeindeverband Communauté de communes Cœur de Beauce. Die Einwohner werden Levesvillois und Levesvilloises genannt.

## Geographie
Levesville-la-Chenard liegt etwa 33 Kilometer ostsüdöstlich von Chartres. Umgeben wird Levesville-la-Chenard von den Nachbargemeinden Gouillons im Norden, Baudreville im Nordosten, Neuville Saint Denis im Osten und Südosten, Fresnay-l’Évêque im Süden, Moutiers im Südwesten und Westen sowie Louville-la-Chenard im Westen und Nordwesten.

## Bevölkerungsentwicklung
| Jahr                       | 1962 | 1968 | 1975 | 1982 | 1990 | 1999 | 2006 | 2013 | 2020 |
| Einwohner                  | 240  | 198  | 185  | 197  | 216  | 208  | 225  | 218  | 224  |
| Quellen: Cassini und INSEE |      |      |      |      |      |      |      |      |      |

## Sehenswürdigkeiten
- Kirche Saint-Martin
- Windmühle, seit 1988 Monument historique

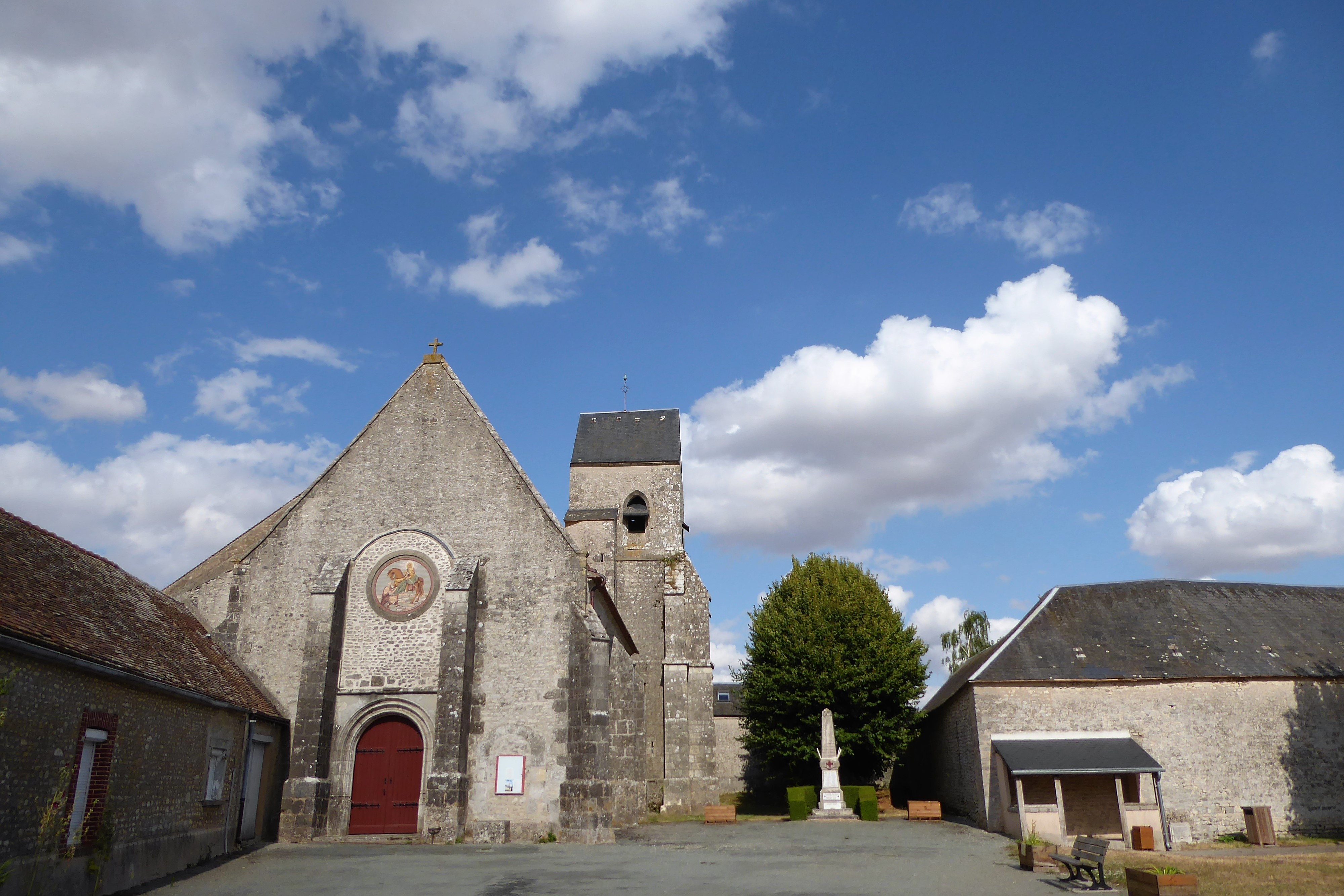
Kirche Saint-Martin
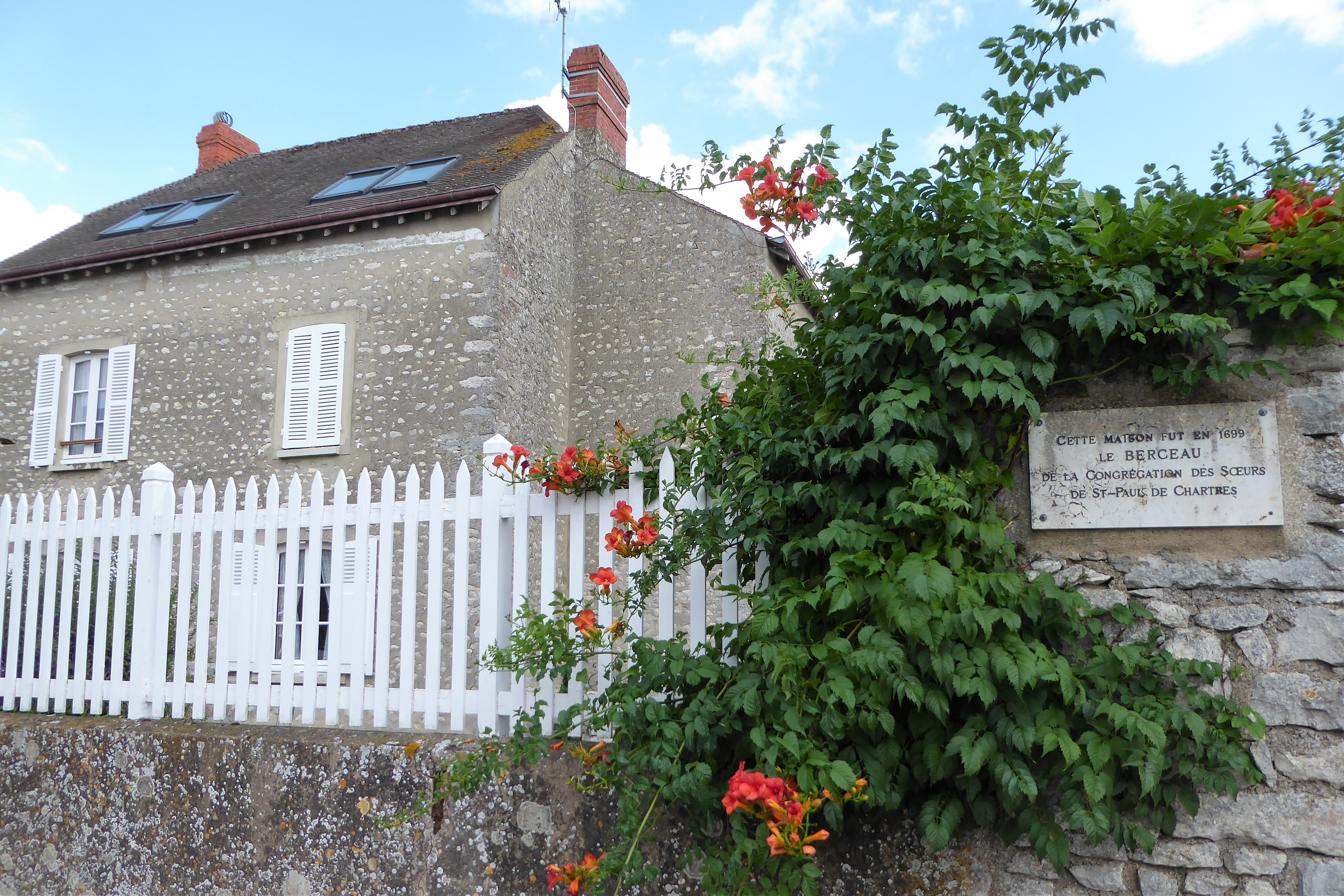
Haus der Gründung des Ordens der Schwestern von Saint-Paul im Jahr 1699
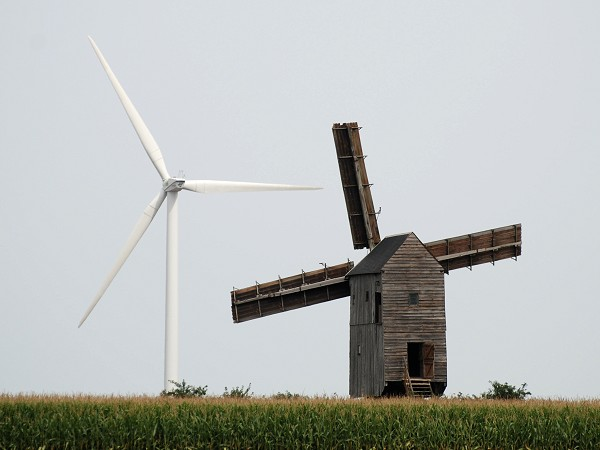
Windmühle